# Hans W:son Ahlmann

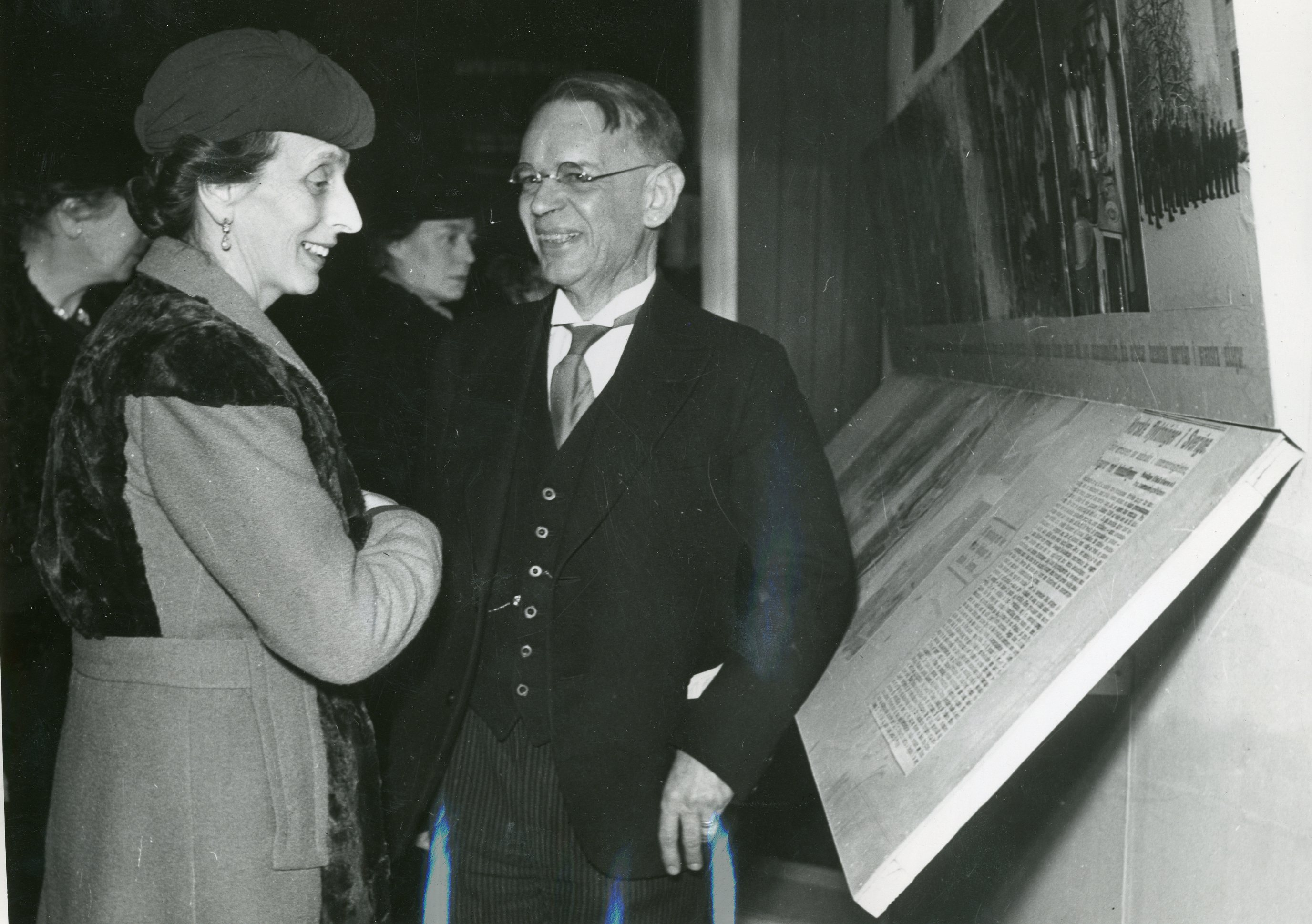
Hans W:son Ahlmann visar den norska utställningen i Thulehuset för kronprinsessan Louise 1943.

Hans Jakob Konrad Wilhelmsson (W:son) Ahlmann, född 14 november 1889 i Karlsborg, död 10 mars 1974 i Hägersten, var en svensk geograf, glaciolog och diplomat. Han var son till Wilhelm Ahlmann.

## Biografi
Hans W:son Ahlmann växte upp i ett militärhem i Stockholm. Han studerade för professor Gerard De Geer på Stockholms högskola, och disputerade 1915 på en doktorsavhandling om Ragundasjön. Han blev samma år docent i geografi vid Stockholms högskola, 1920 docent i geografi vid Uppsala universitet, och professor vid Stockholms högskola 1929.
Han var en mycket aktiv fältarbetare, och ledde våren 1931 en expedition till Nordaustlandet på Svalbard. 1934 återvände han till Svalbard tillsammans med professor Harald Ulrik Sverdrup, denna gång för att undersöka glaciärerna på Vestspitsbergen. Han undersökte Vatnajökull på Island 1936, och ledde vintern 1939-40 de svensk-norska undersökningarna av glaciärer på Grönland. Detta gav honom en god bild av glaciärerna runt Norska Havet, och han drog slutsatsen att de drog sig tillbaka. Under 1940-talet blev Ahlmann en internationell auktoritet på sambandet mellan klimat och glaciärstorlek. 1946 ledde han undersökningar av glaciärerna på Kebnekaise. Han var en av initiativtagarna till den norsk-brittisk-svenska Antarktisexpeditionen 1949-52, och var ledare av expeditionens svenska kommitté. Han valdes in i Vetenskapsakademien 1939.
Ahlmann är som vetenskapsman mest känd för tre områden inom glaciologin
- inledde en modern period av systematisk glaciologisk forskning med två inriktningar, dels fysikaliska studier av hur glaciärer fungerar och dels av glaciärer som klimatindikatorer. Perioden har fått hans namn - Ahlmannperioden 1931-52[4]
- idégivare och sedan en viktig drivande kraft bakom den norsk-brittisk-svenska Antarktisexpeditionen 1949-52[5]
- initierade det som sedan ledde till den vetenskapliga Tarfala forskningsstation

Hans W:son Ahlmann, som hade en norsk fru och ett gott kontaktnät i Norge, var medlem i Svensk-norska föreningen under andra världskriget, och var 1950-1956 svensk ambassadör i Oslo. I sin ungdom planerade han att bli konstnär och tillhörde en tid konstnärskollektivet vid Smedsudden samt tillbringade vintern 1913-1914 i Paris där han försökte slå sig fram som konstnär.

## Uppkallat efter Hans W:son Ahlmann
- Glaciären Ahlmannfonna på södra delen av Prins Oscars land, Nordaustlandet i Svalbard
- Ahlmannglaciären i Seligmanfjorden i Antarktis
- Ahlmannryggen i Dronning Maud Land, Antarktis